# ロドテルムス門
ロドテルムス門（ロドテルムスもん、Rhodothermaeota）は、2016年に提唱された細菌の門である。
元々バクテロイデス門の一部として分類されていた系統で、2016年に系統解析より新門として提案された。大半が海洋や高塩環境から分離され、細菌としては最も高い塩濃度を好むSalinibacterもこの門のメンバーである。その他Rhodothermusといった海洋性の好熱菌も含まれる。
全種が従属栄養細菌で、一部の通性嫌気性菌を除き多くが偏性好気性。グラム染色は陰性。桿菌またはフィラメント状のものが多く、コロニーは赤く着色する。
好塩性の一部系統からはハロロドプシンの遺伝子が発見されており、配列の相同性から古細菌の高度好塩菌との遺伝子の水平伝播が推察されている。また、現在は特に高塩環境に生息するわけでもない海洋性のRubricoccusやRubrivirgaの一部種からも、高度好塩菌に類似するロドプシンとレチナール合成経路の遺伝子が発見されており、これらの祖先がかつて高度好塩菌の祖先と同じ環境で生育していた可能性が指摘されている。

## 分類
- ロドテルムス綱/Rhodothermia 
  - ロドテルムス目/Rhodothermales
    - ロドテルムス科/Rhodothermaceae（Longibacter - Longimonas - Rhodothermus）
    - ルブリコックス科/Rubricoccaceae（Rubricoccus - Rubrivirga）
    - サリニバクテル科/Salinibacteraceae（Salinibacter - Salisaeta）